# Musa maclayi
Musa maclayi är en enhjärtbladig växtart som beskrevs av Ferdinand von Mueller och Nicholas Miklouho-Maclay. Musa maclayi ingår i släktet bananer, och familjen bananväxter.

## Underarter
Arten delas in i följande underarter:
- M. m. maclayi
- M. m. ailuluai
- M. m. erecta
- M. m. namatani